# Salsiccia lucana
 La salsiccia lucana è un piatto tipico della regione Basilicata in Italia. Era già cucinata da schiave lucane nell'Antica Roma come testimoniano Cicerone e Varrone.

## Preparazione
In genere viene cucinata nella stagione invernale, in quanto il clima impedisce la cottura eccessiva delle parti grasse. La salsiccia viene preaparata a punta di coltello  e viene poi essiccata in verticale appesa su travi di legno, per circa 20, 30 giorni. Dopo l'essiccatura, la salsiccia viene conservata tradizionalmente sotto sugna ed olio. Nella produzione industriale o semiartigianale anche  sottovuoto. In Basilicata e Calabria ha tuttora   nella cucina tradizionale un ruolo gastronomico  e turistico rilevante.

## Prodotti cucinati con la salsiccia lucana
La salsiccia lucana può essere usata anche come ingrediente di altri piatti: aperitivi, ragù a base di salsiccia sbriciolata, per condire le orecchiette, zuppe e grigliate. Può essere cotta come piatto unico con i fagioli o le verdure.